# Glutathion-Reduktase
Die Glutathion-Reduktase (GSR) (genauer: Glutathiondisulfid-Reduktase) ist das Enzym, das Glutathiondisulfid (GSSG) zu Glutathion (GSH) reduziert. Dabei wird ein Reduktionsäquivalent (NADPH/H+) verbraucht, das aus dem Pentosephosphatweg stammt. In den Chloroplasten der Pflanzen wird das Reduktionsäquivalent für die Glutathion-Reduktase-Reaktion durch die Lichtreaktion der Photosynthese bereitgestellt.  Die Reaktion findet in Pflanzen, Tieren, Pilzen und verschiedenen Bakterien statt und dient zur Wiederherstellung von Glutathion, nachdem es oxidiert wurde.
Beim Menschen können aus dem GSR-Gen mehrere Spleißvarianten des Enzyms entstehen, die sich durch ihre Lokalisierung (mitochondriell, cytosolisch) unterscheiden. Mutationen in GSR können zu erblicher verringerter Enzymaktivität mit hämolytischer Anämie führen.

## Katalysierte Reaktion
+ NADPH/H+   {\displaystyle \longrightarrow }

{\displaystyle \longrightarrow }   2×  + NADP+
Ein Molekül Glutathiondisulfid wird zu zwei Molekülen Glutathion reduziert.